# 韓国ファイバー・プリムス
プリムス（PRIMUS　朝鮮語:프리머스）は、韓国ファイバーが製造していた低床バス車両。2009年11月25日に清州市の同一運輸で初めて搬入された。2013年までに総事業費430億ウォンを投入して1万5千台を生産する計画である。2014年に後継モデルのファイバードの登場に伴い、生産を終了した。

## 開発プロセス
2005年に大韓民国建設交通部（現在の国土交通部）主導の下、韓国型低床バスの開発事業に着手した。車両製造元の韓国ファイバーに105億ウォンの研究事業費が投資され、2008年までの3年間の開発期間で超低床軸の国産化と車体の軽量化による燃料費の削減、環境に優しいバス運行システムの構築、拡大普及によるバスの標準化を開発目標とした。
2008年11月には、国家研究開発事業の成果をもとに作った韓国型低床バスの基準となる主な仕様と適用時期を明示した低床バス標準モデルの基準を発表し、その後1年間の車両製作準備期間を経た。
翌年の2009年に低床バス標準モデルの量産体制を構築し、同年11月にデビューした。

## 仕様
仕様は以下の通り。エンジン、シャシを除く主要内外装部品は韓国ファイバーの超軽量複合材であるガラス繊維で製造されている。単位はミリメートル(mm)。 
- 全長：11,055
- 全幅：2,485
- 全高：3,265
- ホイールベース：5,400
- タイヤの仕様：275/70R22.5 - 16PR
- トランスミッション：6速オートマチックトランスミッション
- 最高出力：290馬力/2,200 rpm
- 形式：GE12A

## 登場作品
- ちびっこバス タヨ - 登場キャラクターのピーナッツはプリムスがベースである（実車とは違い、電気自動車という設定となっている）。